# Nas (rapper)
Nasir bin Olu Dara Jones, művésznevén Nas (Brooklyn, 1973. szeptember 14. –) Grammy-díjas amerikai rapper, dalszövegíró, producer és színész. Gyermeke a híres Jazz zenésznek, Olu Dara-nak, Nas nyolc, egymás után kiadott albuma platinum lett a megjelenés után és az 1994-ben indult karrierje során több mint 25 millió lemezt adott el világszerte. Jelenleg több vállalkozása és befektetése is van; saját lemezkiadóval, Fila cipő bolttal, ruházati vonulattal rendelkezik.
Zenei karrierje 1991-ben kezdődött, amikor a Main Source nevű underground hiphopegyüttes "Live at the Barbeque" című dalán vendégszerepelt. 1994-ben kiadott "Illmatic" című debütáló albuma pedig, mind a kritikusok mind a hiphop hallgatók által az egyik legmeghatározóbb nagylemeznek számított a 90-es években.
Nas következő albuma az "It Was Written" első héten a Billboard 200-as listájának élén végzett, majd négy hétig tartva a pozícióját, a lemez két hónapon belül kétszeres platina státuszt ért el. 2001. és 2005. között a hírhedt viszály Nas és Jay-Z között, egész New York City-t megosztotta. 2006-ban viszont leszerződött Def Jam kiadóhoz, ahol Jay-Z is jelen volt. Bob Marley fiával, Damien Marley-val 2010-ben közös albumot adtak ki Distant Relatives néven, majd világkörüli turnéra indultak. A turnéból származó bevételeket Afrikában található jótékonysági szervezeteknek ajánlották fel. Nas 11. stúdióalbuma a ’Life is Good’ 2012-ben a legjobb rap album jelölést kapta meg az 55. Grammy Díj gálán.
Nas minden idők egyik legjobb hiphopelőadóművészeként van elismerve, köztük az MTV "The Greatest MCs of All Time" rangsorában az ötödik helyre sorolták, míg a "The Source" magazin szerint Nas minden idők második legjobb rapper-e.

## Korai évek
Nas fiatalkorát New York City, Queensbridge nevű kerületében töltötte. Szomszédja Willy ’Ill Will’ Graham volt rá nagy hatással, aki bevezette Nas-t a Hip Hop világába. Szülei 1985-ben elváltak, 14 éves korában pedig kirúgták az iskolából. Soha többé nem tért vissza tanulmányaihoz, inkább rím-írási technikáit fejlesztette, saját tudását pedig bővítette az afrikai kultúrákról, vallásokról a Harlem központjában található ’Five Percent Nation’ nevű szervezet segítségével.

## Karrier

### 1990-es évek eleje
Nas, a szintén Queensbridge negyedében felnőtt, Large Professor zenei producerrel közösen vonult először stúdióba, hogy elkészíthessék bemutatkozó albumát. Olyan hiphop legendák mellett dolgozott, mint Rakim vagy Kool G Rap. Az igazi áttörést 1991-ben érte el, mikor a Main Source nevű együttes "Live at the Barbeque" című dalán közreműködött és az akkor 18 éves Nas-ra többen felfigyeltek, köztük MC Serch aki segítette leszerződtetni a Columbia Records-hoz.
1994-ben kiadták az első albumot, ami az "Illmatic" nevet kapta. Az egyik legnívósabb rap zenei kritikákat író magazin, a "The Source" a legmagasabb, 5 mikrofonnal tüntette ki a nagylemezt. Az albumon a keleti parti hiphop nem túl híres, underground előadói vendégszerepeltek köztük DJ Premier, Large Professor, AZ, Q-Tip, L.E.S. és Pete Rock. Jelenleg az egyik legmeghatározóbb rap albumként tartják számon, aminek hatása elengedhetetlenül fontos volt a 90-es évek második, majd az ezredforduló utáni hiphop zenei műfaj fejlődéséhez.

### "It Was Written és a 90-es évek vége"
Habár a kritikusok és a keleti part hiphopelőadói, producerei méltatták Nas munkásságát amit véghez vitt az "Illmatic"-en, sajnos az eladások nem voltak túl fényesek és a kiadó folyamatosan nyomás alá helyezte Nas-t. Más előadók dalain kezdett el közreműködni például mint, Kool G Rap, AZ vagy Raekwon – utóbbival Nas lett az első nem Wu-Tang Clan tag, aki bármelyik tag dalán közreműködhetett.
A nagyobb financiális sikerek érdekében Nas új menedzser után nézett, így MC Serch-t Steve Stoute váltotta. Második albuma az "It Was Written" 1996-ban jelent meg, Nas pedig teljesen új stílussal állt elő. Dalain hasonlóan az "Illmatic"-hez, New York City utcáin történt eseményeket meséli el, ezúttal viszont megfűszerezve a korszak nagy hatású maffiózófilmjeinek aspektusaival (klasszikusok mint "A sebhelyesarcú", "Nagymenők" vagy a "Kaszinó") és itt vette fel az "Escobar" becenevet is. Az album jóval nagyobb eladásokat produkált és dalait a közismertebb New York-i rádióadók is játszani kezdték. Kislemezek, köztük az "If I Ruled the World (Imagine That)" Lauryn Hill, Fugees tag közreműködésével és a "Street Dreams" azonnal slágerek lettek. A "Nas Is Coming" című dal produceri munkálatait a nyugati part legelismertebb producere, Dr. Dre végezte.
A soron következő két Nas album az "I Am..." és "Nastradamus" már a kritikusok szerint is Nas leggyengébb munkái közé sorolhatóak.

### "Stillmatic" és a balhé New York királyai között
Nas az ezredforduló idején visszavonultabban élt, a két legutóbbi és nem túl sikeres albuma után, új zenével sem rukkolt elő. Biggie halála után, egy frissebb hullámban érkező és hírnevet szerző Jay-Z kezdte uralni a keleti parti hiphopot. Jay-Z kiadta "Takeover" című dalát, aminj durván odaszúrt Nas-nak, mondván az "Illmatic" óta az elmúlt évtizedben nem adott ki kezei közül értékelhető munkát. Nas válasza az "Ether"-en minden idők egyik leghíresebb hiphop balhéját indította el. 2001-ben Nas soron következő albuma a "Stillmatic" egy teljesen megújult Nas-t mutatott be a közönségnek és rendesen felrázta az egyeduralmú keleti parti mainstream hiphop világát. Nas, az akkor már egy évtizedes dalszöveg írási technikáinak köszönhetően, egyedi megoldásokat használhatott a nagylemezén, köztük a "Rewind" történetét visszafelé meséli el. 2005-ben kibékültek Jay-Z-vel, majd Nas 2005-ben a Def Jam Recordings kiadóhoz szerződött.

## Magánélet
Nas első gyermeke, Destiny Jones 1994. június 15.-én született. Későbbi feleségét, a szintén zenész Kelis-t egy hollywood-i találkozón ismerte meg és 2005-ben össze is házasodtak. Közös gyermekük, Knight 2009. július 21.-én született, nem sokkal később 2010. május 21.-én elváltak.
Nas az első előadó akinek hivatalosan regisztrált fiókja van a Rap Genius weboldalán, ezen kívül pedig a weboldal egyik befektetője.
2013-ban saját cipőboltot nyitott Las Vegasban.
2013 júliusában Nas-t az a megtiszteltetés érhette, hogy a Harvard létrehozta a "Nasir Jones Hip Hop Fellowship" nevű közösséget, amely pénzügyi segítséget nyújt fiatal tudósok számára, akik kutatni szeretnék a művészetek kapcsolatát a hiphop világával.

## Diszkográfia
Nagylemezek
- Illmatic (1994)
- It Was Written (1996)
- The Firm: The Album (1997) – The Firm együttes tagjaként
- I Am... (1999)
- Nastradamus (1999)
- Stillmatic (2001)
- The Lost Tapes (2002)
- God’s Son (2002)
- Street’s Disciple (2004)
- Hip Hop Is Dead (2006)
- Untitled (2008)
- Distant Relatives (2010) – Damian Marley közreműködésével
- Life Is Good (2012)
- Nasir (2018)
- King’s Disease (2020)
- King’s Disease II (2021)
- Magic (2021)
- King's Disease III (2022)
- Magic 2 (2023)
- Magic 3 (2023)

## Díjak, elismerések
Nas-t 13 alkalommal jelölték Grammy díjra, 2020.-ban nyerte el végre a megérdemelt díját.

## Fordítás
- Ez a szócikk részben vagy egészben  a   Nas című angol Wikipédia-szócikk fordításán alapul.  Az eredeti cikk szerkesztőit annak laptörténete sorolja fel. Ez a jelzés csupán a megfogalmazás eredetét és a szerzői jogokat jelzi, nem szolgál a cikkben szereplő információk forrásmegjelöléseként.